# 피임약

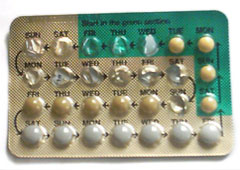

피임약(避妊藥, 영어: contraceptive)은 주로 피임에 사용되는 여성 호르몬제이다. 섭취하는 피임약은 경구 피임약(經口避姙藥, 영어: oral contraceptive)이라고도 한다.